# Enamorada (pel·lícula de 1946)
Enamorada és una pel·lícula mexicana de 1946 coescrita i dirigida per Emilio Fernández Romo, rodada als Estudios Churubusco, fotografiada per Gabriel Figueroa i protagonitzada per María Félix i Pedro Armendáriz. La cinta es va convertir en la número 12 de les 100 millors pel·lícules del cinema mexicà, sent aquesta la primera col·laboració entre María Félix i Emilio Fernández.

## Sinopsi
En temps de la revolució, les tropes zapatistes del general José Juan Reyes (Pedro Armendáriz) prenen la tranquil·la i conservadora ciutat de Cholula. Mentre confisca els béns dels rics del poble, el general Reis s'enamora de la bella, rica i indomable Beatriz Peñafiel (María Félix), filla de l'home més notable de Cholula. El menyspreu inicial que Beatriz sent cap al revolucionari dona pas a la curiositat i, finalment, a un profund i autèntic amor.

## Repartiment
- María Félix com Beatriz Peñafiel.
- Pedro Armendáriz com José Juan Reyes.
- Fernando Fernández com el pare Rafael Sierra.
- Miguel Inclán com a Capità Bocanegra.
- José Morcillo com a Don Carlos Peñafiel.
- Eduardo Arozamena com a Major Joaquín Gómez.
- Manuel Dondé com Fidel Bernal.
- Eugenio Rossi com Eduardo Roberts.
- Norma Hill com Rosa de Bernal.
- Juan García com a Capità Quiñones.
- José Torvay com a mestre Apolonio Sánchez.
- Pascual García Peña com Merolico.
- Daniel Arroyo com a Convidat a noces (no acreditat).
- Rogelio Fernández com Rogelio (no acreditat).
- Beatriz Germán Fuentes com Adelita (no acreditada).
- Cecilia Leger com a Convidada a noces (no acreditada).
- Manuel Pozos com a Don Chonito (no acreditat).
- Enriqueta Reza com Manuela (no acreditada).
- Arturo Soto Rangel com a Jutge (no acreditat).

## Producció i estrena
La pel·lícula va començar la seva filmació el 8 de juliol de 1946 i es va estrenar el 25 de desembre de 1946 al Cine Alameda.

## Recepció
Escrivint per Tomatazos, Alejandra Lomelí va dir:
| « | Emilio Fernández a lliurar en 1946 una de les obres mestres del cinema mexicà de l'Època d'Or: Enamorada, una pel·lícula que més enllà de la seva essència melodramàtica, tanca un testimoniatge històric del Mèxic revolucionari, no perquè es tracti d'un film de contingut polític, sinó més aviat perquè retrata (encara que de manera contextual) els comportaments, actituds i situacions que exercia la classe miliar contra els civils en temps de la Revolució Mexicana; característiques que «el Indio» Fernández va prendre per a traçar a la seva parella protagonista, un home i una dona aparentment oposats, però amb un caràcter fort i indomable. […] Enamorada s'ha convertit en un dels grans clàssics del cinema mexicà i, per a molts cineastes com Martin Scorsese, en un dels referents del cinema mundial, gràcies a l'harmònica conjunció de diversos factors, d'una banda, el guió que va ser a càrrec del mateix Emilio «el Indio» Fernández i Íñigo de Martino, ha destacat justament per aquesta sensibilitat per a teixir un melodrama sorgit en ple apogeu guerriller, el qual no sols dona com a resultat l'enfrontament ideològic de tots dos personatges, sinó també el de retratar les missions que aquests militars tenien com era la confiscació dels béns de les famílies més riques de les localitats per les quals passaven; així mateix, també la història mostra les arrelades tradicions religioses de l'època. Sumat al seu detallat treball argumental, Enamorada també s'ha guanyat el seu lloc en els canals de la història del cinema perquè en ella van coincidir els millors talents amb els quals comptava la indústria per aquells temps: les estrelles María Félix i Pedro Armendáriz; la direcció d'Emilio Fernández, un dels actors, cineastes de major projecció; i el toc artesà de Gabriel Figueroa en la fotografia. | » |

## Altres versions
Emilio Fernández va realitzar una versió estatunidenca de Enamorada, sota el títol de The Torch (1949). Mentre que Armendáriz va repetir el seu paper actuant en anglès, el personatge de Beatriz va ser interpretat per Paulette Goddard. The Torch és considerada com una versió inferior de la seva antecessora.

## Premis
Premi Ariel (1947)
| Categoria                | Persona                           | Resultat   |
| ------------------------ | --------------------------------- | ---------- |
| Millor Pel·lícula        | Millor Pel·lícula                 | Guanyador  |
| Millor Director          | Emilio Fernández                  | Guanyador  |
| Millor Actriu            | María Félix                       | Guanyadora |
| Millor Actor             | Pedro Armendáriz                  | Nominat    |
| Millor Argument Original | Emilio Fernández Íñigo de Martino | Nominats   |
| Millor Fotografia        | Gabriel Figueroa                  | Guanyador  |
| Millor Edició            | Gloria Schoemann                  | Guanyadora |
| Millor So                | José B. Carles                    | Nominada   |